# Aldealázaro

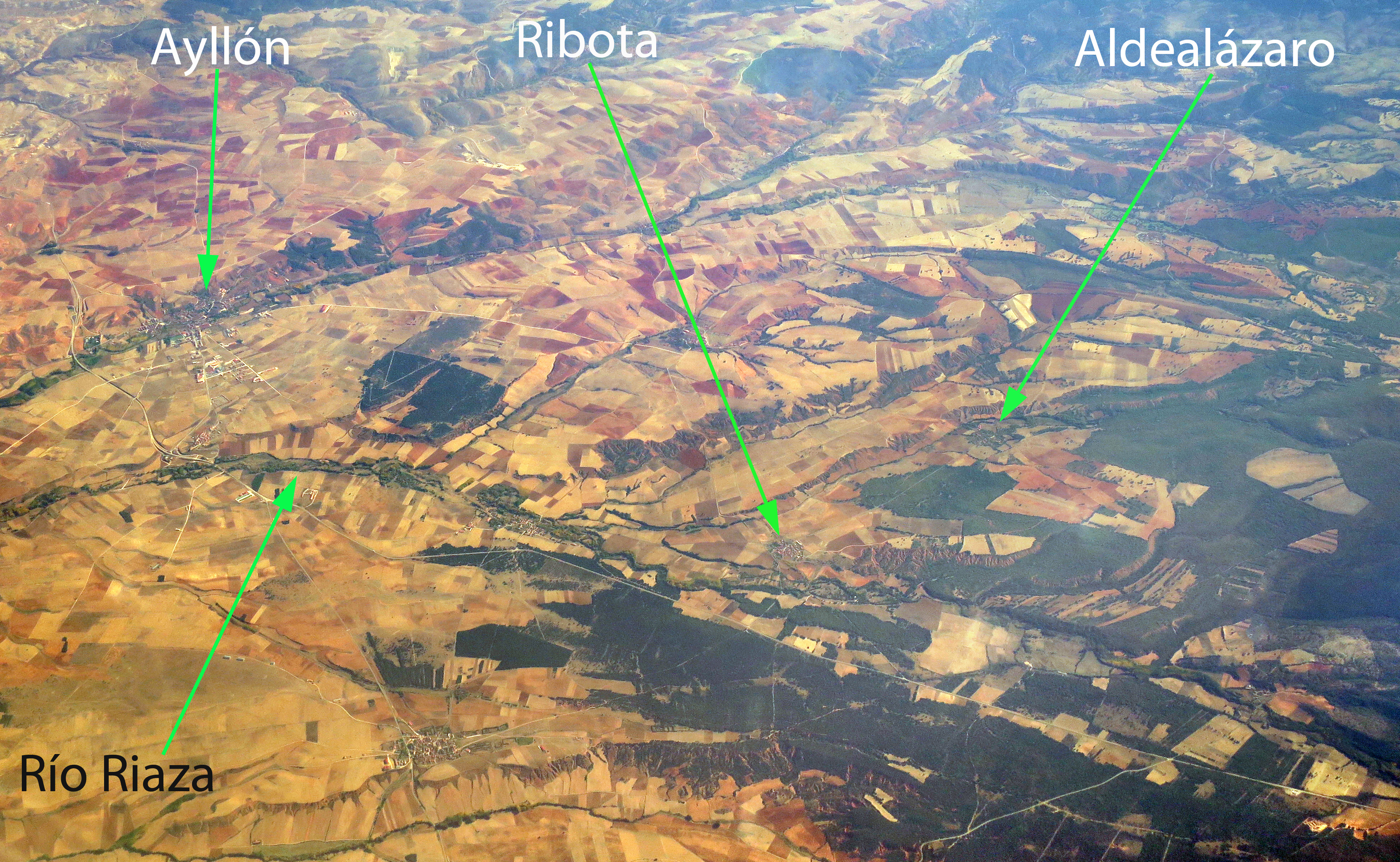
Vista aérea de Aldealázaro y su entorno

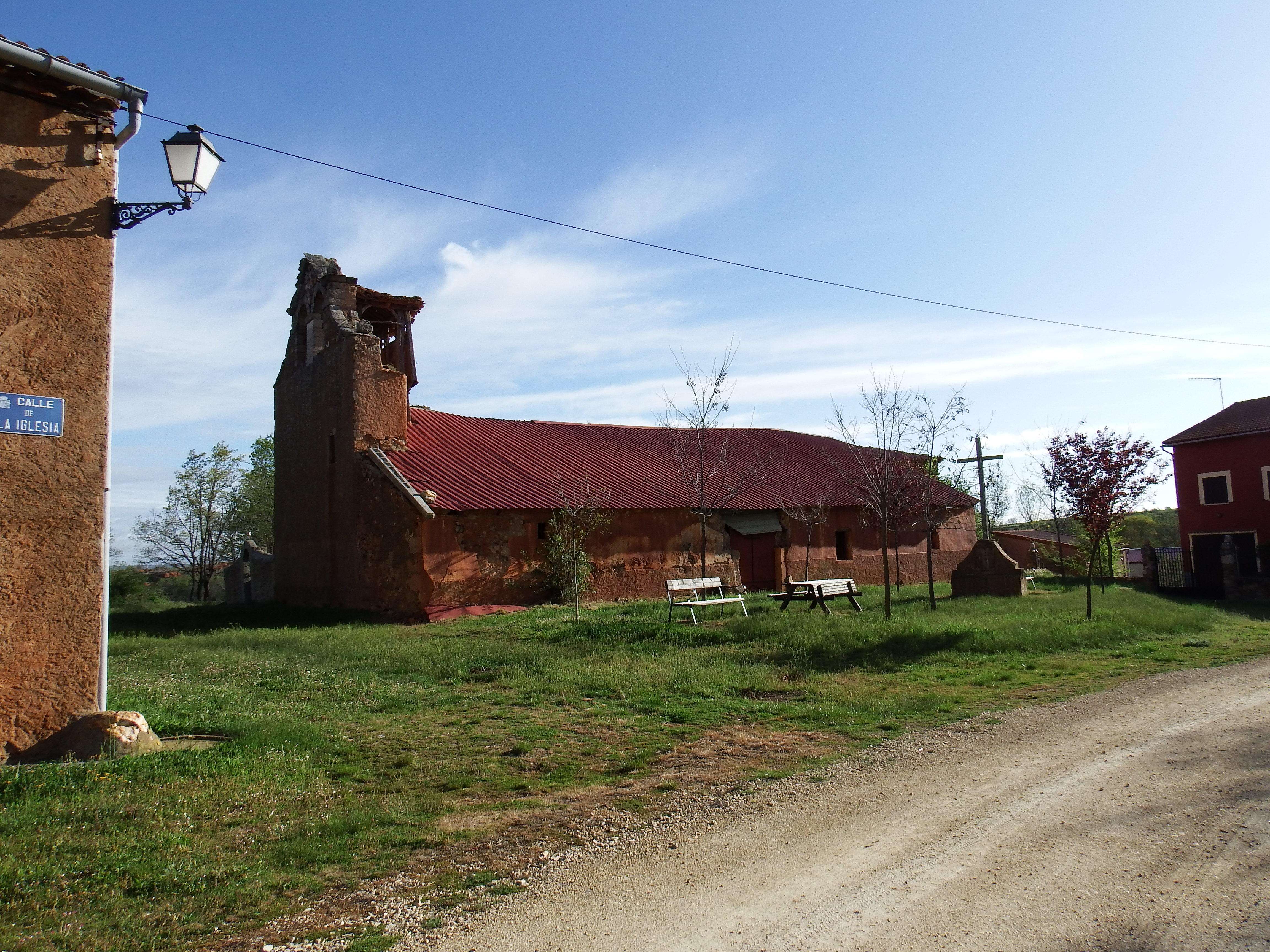
Iglesia de San Miguel Arcángel

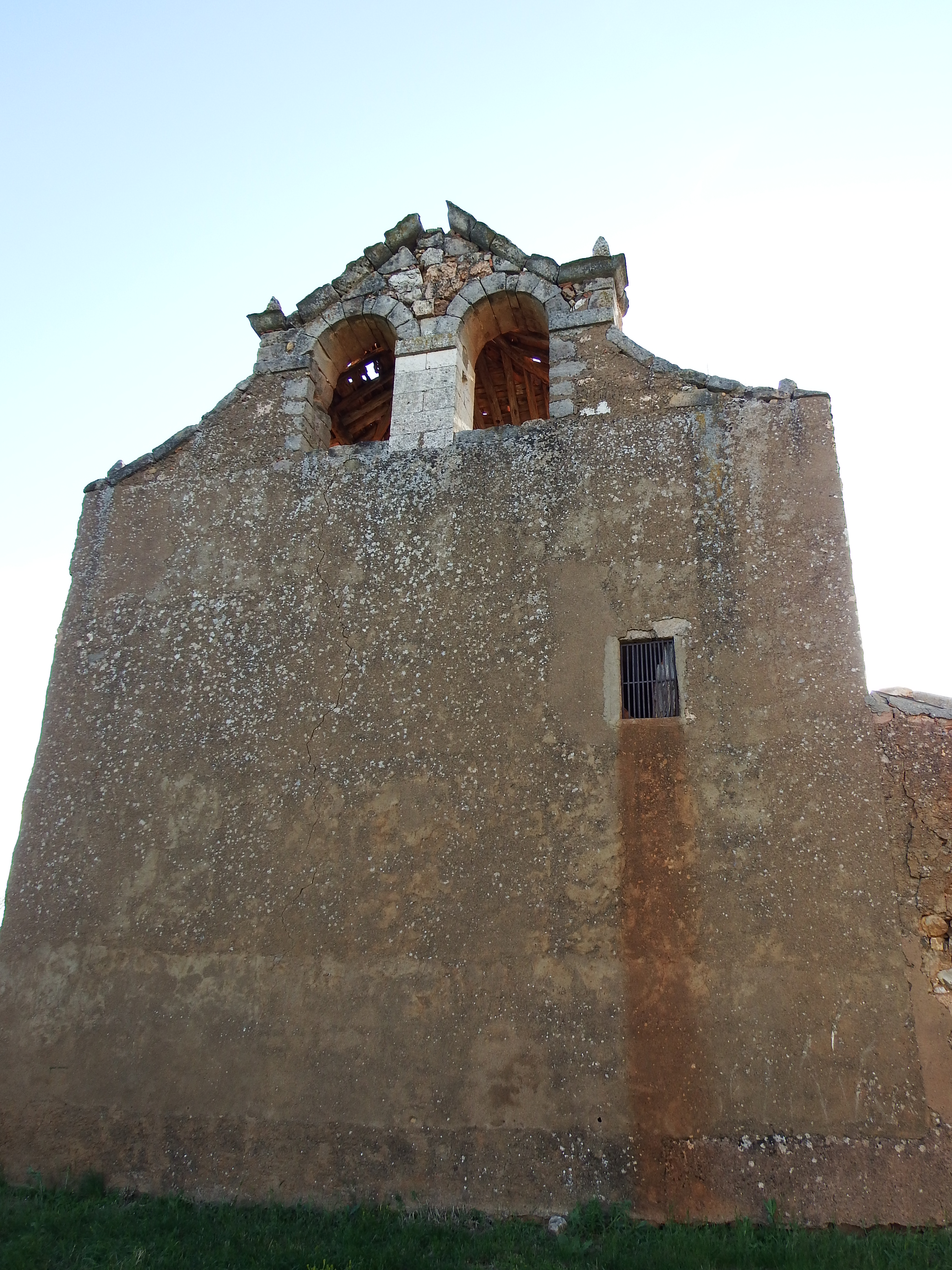
Espadaña de la iglesia

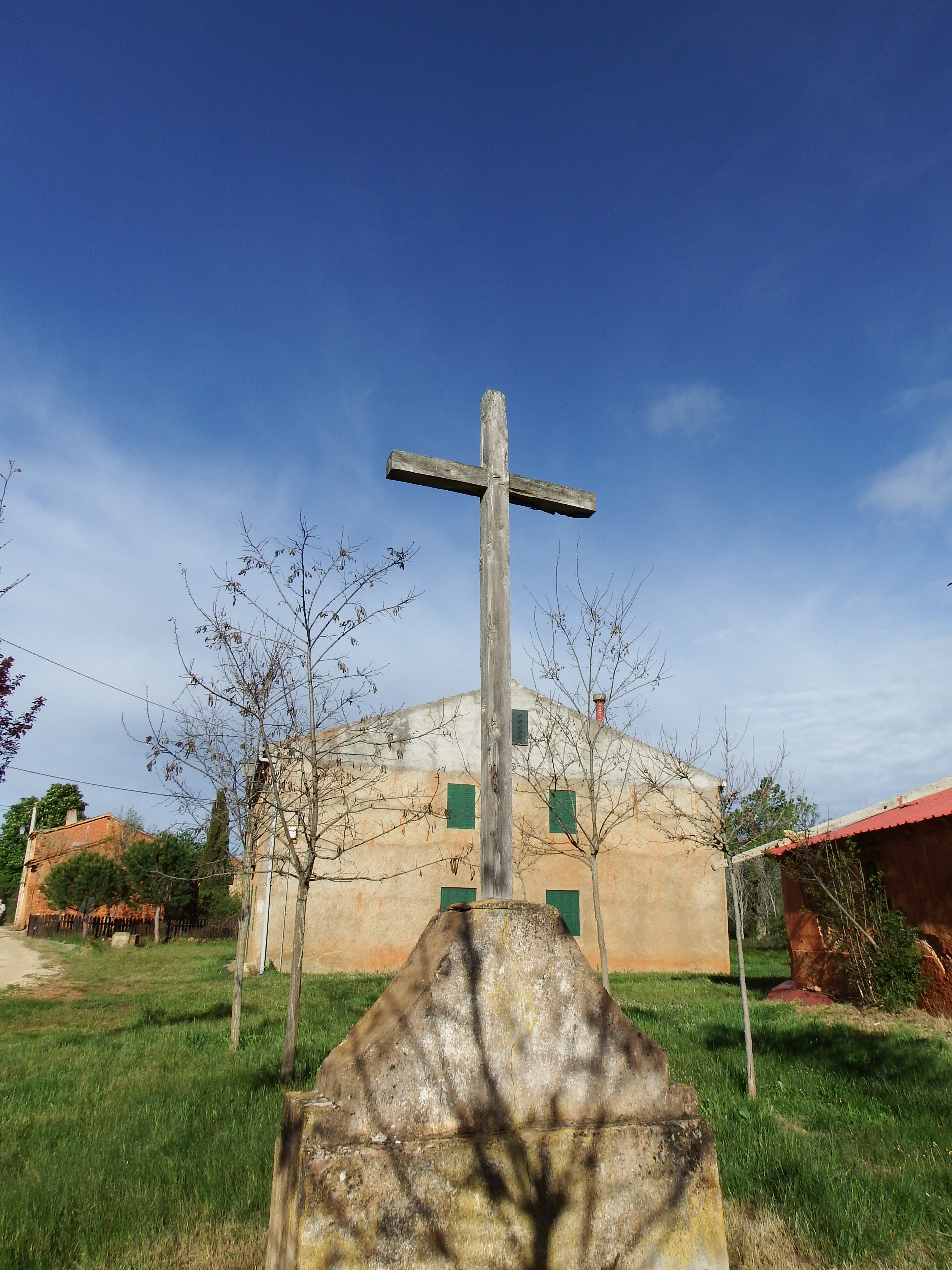
Crucero

Aldealázaro es una localidad perteneciente al municipio de Ribota, en la provincia de Segovia, comunidad autónoma de Castilla y León, España. En 2024 contaba con 5 habitantes. 

## Toponimia
Se conocía con ese mismo nombre desde el siglo XVI y haría referencia a su fundador pues se referiría a La Aldea de Lázaro.

## Geografía
A 1060 m s. n. m., está situado a 2 km de Ribota, 8.5 de Ayllón y 9.5 de Riaza, en el Sexmo de Saldaña de la Comunidad de Villa y Tierra de Ayllón.

### Límites
| Noroeste: Ribota                                   | Norte: Ribota, Valvieja (Ayllón) | Noreste: Ribota, Valvieja (Ayllón)             |
| Oeste: Ribota, Cinco Villas (Fresno de Cantespino) |                                  | Este: Estebanvela (Ayllón), Villacorta (Riaza) |
| Suroeste: Cinco Villas (Fresno de Cantespino)      | Sur: Alquité                     | Sureste: Villacorta (Riaza)                    |

### Hidrografía
Su término está entre los arroyos río Chico y de los Vallejones, el segundo desemboca en el primero y éste a su vez en el río Riaza.

## Historia
Es de origen medieval y desde su fundación está integrado en la Comunidad de Villa y Tierra de Ayllón, en el Sexmo de Saldaña.
Fue un municipio independiente hasta que se unió a Ribota entre los años 1850 y 1857.
Forma parte de la ruta de los pueblos rojos por las características de las construcciones.

## Demografía

### Evolución actual de la población
| Gráfica de evolución demográfica de Aldealázaro entre 1828 y 2022 |
| |
| Población según el Diccionario geográfico-estadístico de España y Portugal de Sebastián Miñano. Población de derecho (1842 que es población de hecho) según los censos de población del siglo XIX. Población residente (2000-2021) según los censos de población del INE. Población según el padrón municipal de 2022 del INE. |

| 0             | 0 | 0 | 0 | 0 | 1 | 1 | 2 | 3 | 7 |
| (Fuente: INE) |   |   |   |   |   |   |   |   |   |

## Cultura

### Patrimonio
- La iglesia, hoy en ruinas, estuvo dedicada a San Miguel Arcángel, solo quedan algunos muros y una torre sin campanas;
- Sus casitas de construcción tradicional a base de piedra, adobes y madera;[2]
- Crucero.

### Fiestas
- Fiestas en agosto, por parte de la asociación cultural El Yugo, se celebra una comida popular en el Prado del Concejo, cada 15 de agosto;[2]
- 29 de septiembre, San Miguel.